# Dollhouse (canción)
«Dollhouse» es el primer sencillo de la cantante estadounidense Melanie Martinez. La canción se presentó en el primer EP de Martinez, Dollhouse (2014), donde se lanzó como el primer sencillo del EP el 9 de febrero de 2014. «Dollhouse» apareció luego en el álbum de estudio de Martinez, Cry Baby en 2015. En cuanto a las letras, «Dollhouse» es sobre una familia disfuncional que, según Martinez, se está "escondiendo como una fachada plástica perfecta". Martínez también ha declarado que «Dollhouse» es una metáfora de cómo la gente ve a las celebridades y sus vidas públicas aparentemente perfectas. «Dollhouse» es también la segunda canción de Cry Baby, y esta canción también es la primera canción oficial que escribió Melanie Martinez.
La canción apareció en un avance de la serie de Freeform Pretty Little Liars.

## Antecedentes y composición
«Dollhouse» se reveló como una precuela a «Sippy Cup», cuando esta última fue lanzada como sencillo.
Líricamente, de acuerdo con Martínez, la canción habla sobre una familia disfuncional que se "esconde siendo una fachada perfecta", mientras que también sirve como doble sentido "para la forma en que las personas ven a las celebridades" y sus vidas públicas aparentemente perfectas.

## Video musical
El video musical de la canción fue dirigido por Nathan Scialom & Tom McNamara y subido al canal de YouTube de Martínez el 9 de febrero de 2014. El video comienza con una Niña jugando con sus muñecas en una casa de muñecas. Una muñeca visible es una que tiene maquillaje que se parece a Martínez, quien interpreta al personaje Cry Baby en el video. La niña sale de la casa de muñecas y la cámara da un primer plano cuando comienza la canción. Luego se acerca a Cry Baby, que está dentro de la casa de muñecas. Ella arroja luz sobre su disfuncional familia, explicando que su padre está engañando a su madre, mientras que su hermano está fumando marihuana, mientras la cámara analiza a su madre, que está desmayada en el sofá con una botella de vino.
El video luego muestra a la familia vistiéndose bien para que se vean perfectos en público y pongan la fachada de ser una familia perfecta. Después de esto, la cámara muestra a la familia sentada en el sofá, mirando televisión. Cry Baby describe que, para el mundo exterior, si bien su madre puede parecer perfecta, está muy lejos de eso, ya que cuando su esposo la engaña con otra mujer, ella se quita las penas. Cry Baby se da cuenta de que la niña vuelve a subir y advierte a las otras muñecas que regresen a los lugares donde estaban antes. Lo hacen, y cuando la niña se acerca, Cry Baby se pone de pie y le dice a la niña que su familia no es tan perfecta como la que cuentan, y convierte a la niña en una muñeca. El resto de la familia comienza a acorralar a la niña, y cuando se acercan a ella, la niña vuelve a convertirse en un humano. Ella huye, y la pared de la casa de muñecas se cierra.

## Lista de canciones
| Digital download |             |          |  |
| N.º              | Título      | Duración |  |
| 1.               | «Dollhouse» | 3:51     |  |

| Dollhouse Remixes – EP |                                                |          |  |
| N.º                    | Título                                         | Duración |  |
| 1.                     | «Dollhouse» (Kiely Rich Remix)                 | 6:20     |  |
| 2.                     | «Dollhouse» (One Love Remix)                   | 4:27     |  |
| 3.                     | «Dollhouse» (Jai Wolf Remix)                   | 4:08     |  |
| 4.                     | «Dollhouse» (Treasure Fingers H.O.U.S.E Remix) | 4:46     |  |

## Historial de lanzamientos
| Región        | Dato                  | Formato          | Discográfica     | Ref.  |
| ------------- | --------------------- | ---------------- | ---------------- | ----- |
| United States | 10 de febrero de 2014 | Digital download | Self-released    | [ 4 ] |
| Canada        | 24 de julio de 2014   | Remixes EP       | Atlantic Records | [ 5 ] |
| United States | 24 de julio de 2014   | Remixes EP       | Atlantic Records | [ 6 ] |